# Hiroyuki Sugimoto
Hiroyuki Sugimoto (japanisch 杉本 裕之 Sugimoto Hiroyuki; * 6. Oktober 1986 in Iruma) ist ein japanischer Fußballspieler.

## Karriere
Sugimoto erlernte das Fußballspielen in der Universitätsmannschaft der Meiji-Universität. Seinen ersten Vertrag unterschrieb er 2009 bei Thespa Kusatsu. Der Verein spielte in der zweithöchsten Liga des Landes, der J2 League. Für den Verein absolvierte er 46 Ligaspiele. 2013 wechselte er zum Ligakonkurrenten FC Gifu. Für den Verein absolvierte er fünf Ligaspiele. 2014 wechselte er nach Thailand. Hier spielte er bis Ende 2015 für die TTM Customs. Chamchuri United FC, ein Verein aus Bangkok, der in der damaligen dritten Liga, der Regional League Division 2 in der Region Bangkok spielte, nahm ihn Anfang 2016 unter Vertrag. Ende 2016 wurde er mit Chamchuri Meister der Region. Seit Ende 2018 ist er vertrags- und vereinslos.

## Erfolge
Chamchuri United FC
- Regional League Division 2 – Bangkok: 2016